# 津主治麻呂
津 主治麻呂（つ の すじまろ、生没年不詳）は、奈良時代の官人。姓は史。官位は正七位下・遣新羅使。

## 出自
津氏（津史）は、百済の14代目の王貴須王（近仇首王）の孫である辰孫王の子孫で、王辰爾を祖とする船氏、その甥の白猪胆津を祖先とする白猪氏（葛井氏）と同族である。津の呼称は、港（津）の管掌を担当したことに基づいており、本拠地は河内国丹比郡高鷲（現在の大阪府羽曳野市北宮）とされている。
敏達天皇3年（574年）王辰爾の弟である牛が津史の氏姓を賜与された。天平宝字2年（758年）既に連姓であった同族の船氏・葛井氏と同じく、連姓に改姓し、延暦9年7月17日（790年）には、津真道が津連から菅野朝臣へ改氏姓している。

## 経歴
元正朝の養老6年（722年）5月に遣新羅使に任ぜられる。この時の正七位下という位階は、歴代の遣新羅使の正使の中で最低であり、よって大使の呼称は使用されていない。元明上皇の崩御を告げる役目があったとされている。5月末に元正天皇に拝謁して渡海し、12月下旬に帰国を果たしている。